# Mikołaj II (patriarcha Aleksandrii)
Mikołaj II – prawosławny patriarcha Aleksandrii w latach 1263–1276.